# Nanded Airport
Nanded Airport är en flygplats i Indien.   Den ligger i underdistriktet Nanded, distriktet Nanded och delstaten Maharashtra, i den centrala delen av landet, 1 100 km söder om huvudstaden New Delhi. Nanded Airport ligger 379 meter över havet.
Terrängen runt Nanded Airport är platt. Runt Nanded Airport är det mycket tätbefolkat, med 1 517 invånare per kvadratkilometer. Närmaste större samhälle är Nanded, 2,5 km söder om Nanded Airport. Runt Nanded Airport är det i huvudsak tätbebyggt.